# Мидъл шпангоут
Мидъл шпангоут (в корабостроенето) е сечение на корпуса на кораб или друго плавателно средство по вертикалната напречна плоскост, разположено на половината дължина между перпендикулярите на теоретическия чертеж на съда. Влиза в числото на основните точки, линии и плоскости на теоретическия чертеж. Може и да не съвпада с най-широкото сечение на корпуса. В тази плоскост обикновено има реален шпангоут.
Площта на мидъл шпангоута се използва за изчисляване на коефициента на пълнота на корпуса и характеристиките на челното съпротивление на съда. На теоретическия чертеж мидъл шпангоута, за разлика от другите, номерирани шпангоути, се отбелязва със специален знак.
Понякога термина „мидъл шпангоут“ се използва като съкращение за плоскост на мидъл шпангоута – упоменатото по-горе сечение, но строго погледнато тази употреба е невярна.